# La rosa di Fortunio
La rosa di Fortunio  è un film muto italiano del 1922 diretto da Luciano Doria.